# František Zítek
František Zítek (19. července 1929, Velké Hamry – 18. listopadu 1988 Praha) byl český matematik.

## Život
Jako mladý studoval František Zítek na gymnáziu v Chotěboři a následně nastoupil na lyceum v Dijonu ve Francii, po návratu do vlasti začal studovat na filozofické a na přírodovědecké fakultě Univerzity Karlovy v Praze. Když poté dostat stipendium od ministra školství, tak nastoupil na jednoroční studijní pobyt na univerzitě ve Vratislavi u profesorů Huga Steinhause a Edwarda Marczewského. Po studiu pracoval František Zítek v Matematickém ústavu Československé akademie věd.
V období let 1958 až 1960 napsal sérii prací o náhodných funkcích intervalu, stochastickém zobecnění Burkillova integrálu a stochastických diferenciálních rovnicích. Aparát Burkillova integrálu použil rovněž  při studiu vlastností procesu příchodů zákazníků do systému hromadné obsluhy. Jeho kniha Ztracený čas přispěla k rozšíření praktických aplikací teorie hromadné obsluhy. Ve druhé polovině 60. let napsal řadu prací, které pojednávaly o slabé konvergenci pravděpodobnostních měr. Byl rovněž autorem prací z matematické statistiky, jazykovědy a teorie grafů.
František Zítek se významným způsobem podílel na organizaci matematické olympiády. Od roku 1966 byl členem ÚV MO, po mnoho let vedl československou delegaci na mezinárodních matematických olympiádách. Podílel se na přípravě mnoha ročenek MO a do edice Škola mladých matematiků přispěl svazkem Vytvořující funkce.